# Дом И. Л. Чернышёва
Городская усадьба И. Л. Чернышёва — памятник архитектуры, расположенный в Москве.

## История
В XVIII веке в здании располагалась шёлковая фабрика, принадлежащая купцу Андрею Ивановичу Бабушкину. В 1756 году его сыновья — Пётр и Семён, перестроили старинные палаты, находившиеся на их участке.
В 1787 году владельцем усадьбы стал генерал-поручик И. Л. Чернышёв. Главный дом претерпевает изменения: в правой части появляется балкон на каменных аркадах.
В 1859 году имение было продано табачному фабриканту М. И. Бостанджогло, который, как гласит предание, нанёс «жестокое поражение чубукам и трубкам, измыслив для замены их бумажные гильзы или патроны».
В 1920-е годы в усадьбе располагался Бауманский райком. В 1930-е годы перед зданием главного дома, на месте флигелей и ограды с воротами, был выстроен восьмиэтажный корпус кооператива «Бауманский строитель». В нём перед Великой Отечественной войной жил разведчик Николай Иванович Кузнецов.
Во время реконструкции в 2000 году на фасаде усадьбы были обнаружены остатки барочных наличников и украшений XVIII века.
В настоящее время усадьба И. Л. Чернышёва является объектом культурного наследия.